# Hohlorgan
Ein Hohlorgan ist ein Organ, das mit seinem biologischen Gewebe einen Hohlraum (Lumen) umschließt. Sie werden innen von einem Epithel bzw. Endothel ausgekleidet. In dieser Hinsicht gibt es Parallelen zu den Körperhöhlen und den Liquorräumen. Den Hohlorganen stehen die eher kompakten parenchymatösen Organe gegenüber.
Zu den Hohlorganen zählen:
- Speiseröhre und Magen-Darm-Trakt
- Gallenblase und Gallengänge
- Kehlkopf, Luftröhre, Bronchien
- Herz, Blut- und Lymphgefäße
- der weibliche Genitaltrakt (Eileiter, Gebärmutter, Vagina)
- die harnableitenden Wege (Nierenbecken, Harnleiter, Harnblase, Harnröhre)
- Samenleiter

Die meisten dieser Hohlorgane sind muskuläre Hohlorgane, das heißt, der Auskleidung liegt außen eine Schicht aus glatter Muskulatur bzw. Herzmuskulatur an.